# Günter Klass
Günter Klass (ur. 25 stycznia 1936 roku w Stuttgarcie, zm. 22 lipca 1967 roku we Florencji) – niemiecki kierowca wyścigowy i rajdowy.

## Kariera
W wyścigach samochodowych Klass poświęcił się głównie startom zaliczanym do klasyfikacji Mistrzostw Świata Samochodów Sportowych. W latach 1965–1967 pojawiał się w stawce 24-godzinnego wyścigu Le Mans. W 1966 roku odniósł zwycięstwo w klasie S 2.0, a w klasyfikacji generalnej był siódmy. Rok później był trzeci w klasie P 5.0.